# Rana culaiensis
Espèce
Rana culaiensis est une espèce d'amphibiens de la famille des Ranidae.

## Répartition
Cette espèce est endémique de la province du Shandong en République populaire de Chine. Elle se rencontre dans les environs de Tai'an, à environ 900 m d'altitude.

## Étymologie
Son nom d'espèce, composé de culai et du suffixe latin -ensis, « qui vit dans, qui habite », lui a été donné en référence au lieu de sa découverte, le mont Culai sur la commune de Tai'an.

## Publication originale
- Li, Lu & Li, 2008 : A new species of brown frog from Bohai, China. Asiatic Herpetological Research, vol. 11, p. 62-70 (texte intégral).